# Ujigami-jinja
Ujigami-jinja (jap. 宇治上神社) – chram shintō w Uji (prefektura Kioto) w Japonii. Poświęcony jest kultowi kami cesarza Ōjina, jego syna, księcia Ujinowake Iratsuko i cesarza Nintoku (starszego brata Ōjina). W grudniu 1994 chram został wpisany na listę światowego dziedzictwa UNESCO jako część obiektu Zespół zabytkowy dawnego Kioto, Uji i Ōtsu.
Honden (sala główna – skarb narodowy), która została zbudowana pod koniec okresu Heian (794–1185), jest najstarszym zachowanym budynkiem w Japonii. Trzy wewnętrzne kaplice są przykryte wspólnym dachem. Z przodu znajduje się sala kultu haiden (skarb narodowy), która została zbudowana w stylu nagare-zukuri we wczesnych latach okresu Kamakura (1185–1333). Aż do epoki Meiji (1868–1912) chram tworzył jedną całość z sąsiednią świątynią buddyjską Uji pod wspólną nazwą „Rikukamisha”; potem zostały rozdzielone.